# 段秀実
段 秀実（だん しゅうじつ、719年 - 783年）は、唐代の軍人・学者。もとの名は顔。字を成公。隴州汧陽県の出身。本貫は武威郡姑臧県。
胡三省はその一生を結論して
「大食に高仙芝を喪くしてより「高仙芝敗北」、段秀実史書を見始める、その後李嗣業「段秀実曰く道を開けて逃走する為に友軍を殺していた」の退却を指責する、滏水氾濫し、川を見計らい以って師を救う、邠州の横暴を尽くせる郭晞を譴責し、馬璘と不阿（不屈従）及び治喪（葬式方法）を議論して、また防備を堅固とし、以て軍府を安ず、最後に朱泚を討ち「撃賊笏」、身を以て国に殉ず、その業績たるや、唐の諸将にあって卓然する。」
祖父の段達はかつて左衛中郎を担任し、父の段行琛はかつて洮州司馬を担任していた、よって段秀実は揚州大都督の地位へ上がった。段秀実六歳の時に母親が病を起こして、七日も何も食べないでいたのだが看病によりやがて母の病状は改善し、当時に「孝童」と呼ばれていたという。大分の後に、彼の為人は慎重で温厚そして判断力に優れるようになった、やがて段秀実は世の中の為に何かしらの貢献をしたいと願うようになり。玄宗時期、明経で抜擢されたが、段秀実は謙遜して「搜章擿句したのみ功績とする程の事ではない」と言い功名を誇り傲慢になることはなかった。

## タラス河畔の戦い
天宝4載（745年）、河西節度使夫蒙霊詧は段秀実を別将（統領官）に任命する、彼に付いて護蜜国（トハラの東で現在のアフガニスタンカーブルの北東）の征伐に於いては戦攻を建て、安西大都護府の別将に封ぜられる。
天宝7載（748年）、高仙芝は夫蒙霊詧に代わって安西副都護となる、段秀実は高仙芝に付き従うようになる。
天宝10載（751年）、高仙芝は挙兵しタラスを包囲、黒衣大食（アッバース朝）の援軍が来ると、高仙芝の軍隊は敗れ（タラス河畔の戦い）、軍隊の士気も下がってしまった。夜に段秀実は副将の李嗣業の声が耳に入る、段秀実は大声で彼を糾弾して言った「敵を恐れて逃跑するは勇に非ず。己を庇い皆を貶めるは仁に非ず。軍敗れて逃責しようとするのは男じゃない」。李嗣業はこれを聞いたのち非常に慚愧した、後に段秀実とともに戦敗した部隊の回収をはじめ、部隊を整理し軍隊が安西へ帰った後、李嗣業と高仙芝は、段秀実を判官にとの意思を表明し、高仙芝は段秀実を隴州大堆府の果毅（隋唐の武官、府兵を統べる官僚）に任命した。
天宝12載（753年）、封常清が高仙芝に代わって安西副都護となる、段秀実は封常清に付いて大勃律を攻める、賀薩労城に進軍し、一戦にして勝利する。封常清は逃亡した敵を追い討ちしようと考えたが、段秀実は彼に進めて言った「もし弱り果てた敵人を打っても、この敵人は我軍を惑わし狡猾な手を使うでしょう、どうか部隊を山林に搜索させるようお命じ下さい」。見当はあたり山林に隠れている部隊を発見する、段秀実は戦功により綏徳府の折衝都尉（高級武官）に任命された。